# Brug 26
Brug 26 is een vaste brug in Amsterdam-Centrum.
De brug verbindt de Wijde Heisteeg met de Huidenstraat en voert daarbij over de Herengracht. Ze ligt in het verlengde van de Heibrug (brug 4) over de Singel. De brug, zelf geen monument is omringd door gemeentelijke en rijksmonumenten, zowel langs de kaden van de gracht als in beide straatjes.
Er ligt hier al eeuwen een brug. Balthasar Florisz. van Berckenrode tekende in 1625 op die plaats een boogbrug met vijf doorvaarten in tussen de Hey Steech en de Huyde Straet. In de laatste 10 jaar van de 19e eeuw werd die boogbrug, dan al met drie doorvaarten, vervangen door een plaatbrug met drie doorvaarten. Opvallend aan de brug zijn de steunen voor de verbredingen gemonteerd op de pijlers.
De brug werd officieus aangeduid als Vingboonsbrug, naar de architect Philips Vingboons, die het ontwerp leverde voor de zogenaamde Vingboonshuizen aan Herengracht 362-370, in principe vijf gebouwen en rijksmonumenten, maar nr 264 heeft geen ingang (meer). In 2016 vervielen alle officieuze vernoemingen van bruggen.

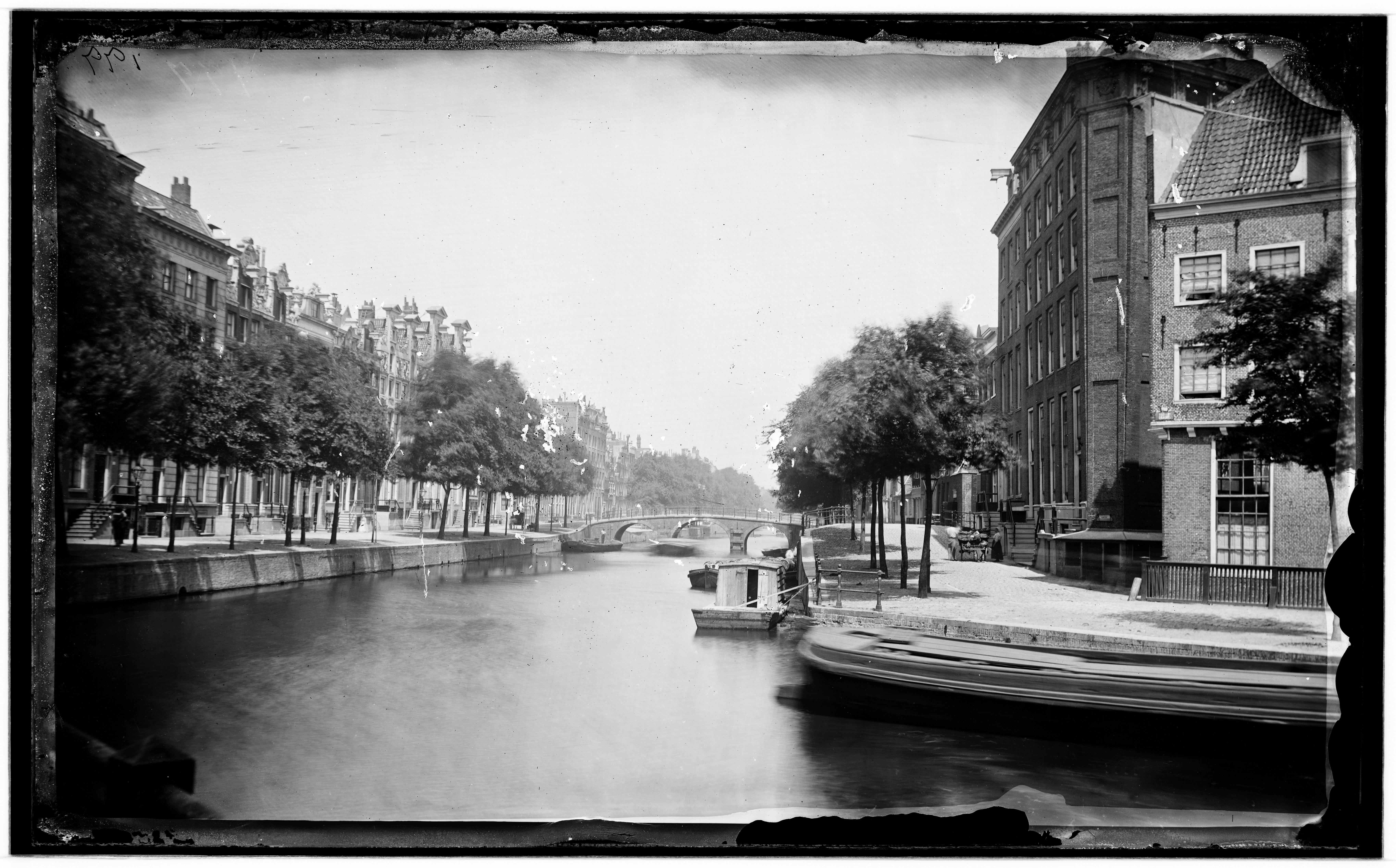
Andries Jager legde rond 1867 een boogbrug vast

1 · 2 · 3 · 4 · 5 · 6 · 7 · 8 · 9 · 10 · 11 · 12 · 13 · 14 · 15 · 16 · 17 · 18 · 19 · 20 · 21 · 22 · 23 · 24 · 25 · 26 · 27 · 28 · 29 · 30 · 31 · 32 · 34 · 35 · 36 · 37 · 38 · 39 · 40 · 41 · 42 · 43 · 44 · 45 · 46 · 47 · 48 · 49 · 50 · 51 · 52 · 53 · 54 · 55 · 56 · 57 · 58 · 59 · 60 · 61 · 62 · 63 · 64 · 65 · 66 · 67 · 68 · 69 · 70 · 71 · 72 · 73 · 74 · 75 · 76 · 77 · 78 · 79 · 80 · 81 · 82 · 84 · 85 · 86 · 87 · 88 · 89 · 90 · 91 · 92 · 93 · 94 · 95 · 96 · 97 · 98 · 99 · >>>
Brugnummers 33 en 83 zijn niet (meer) vergeven